# Salud ambiental

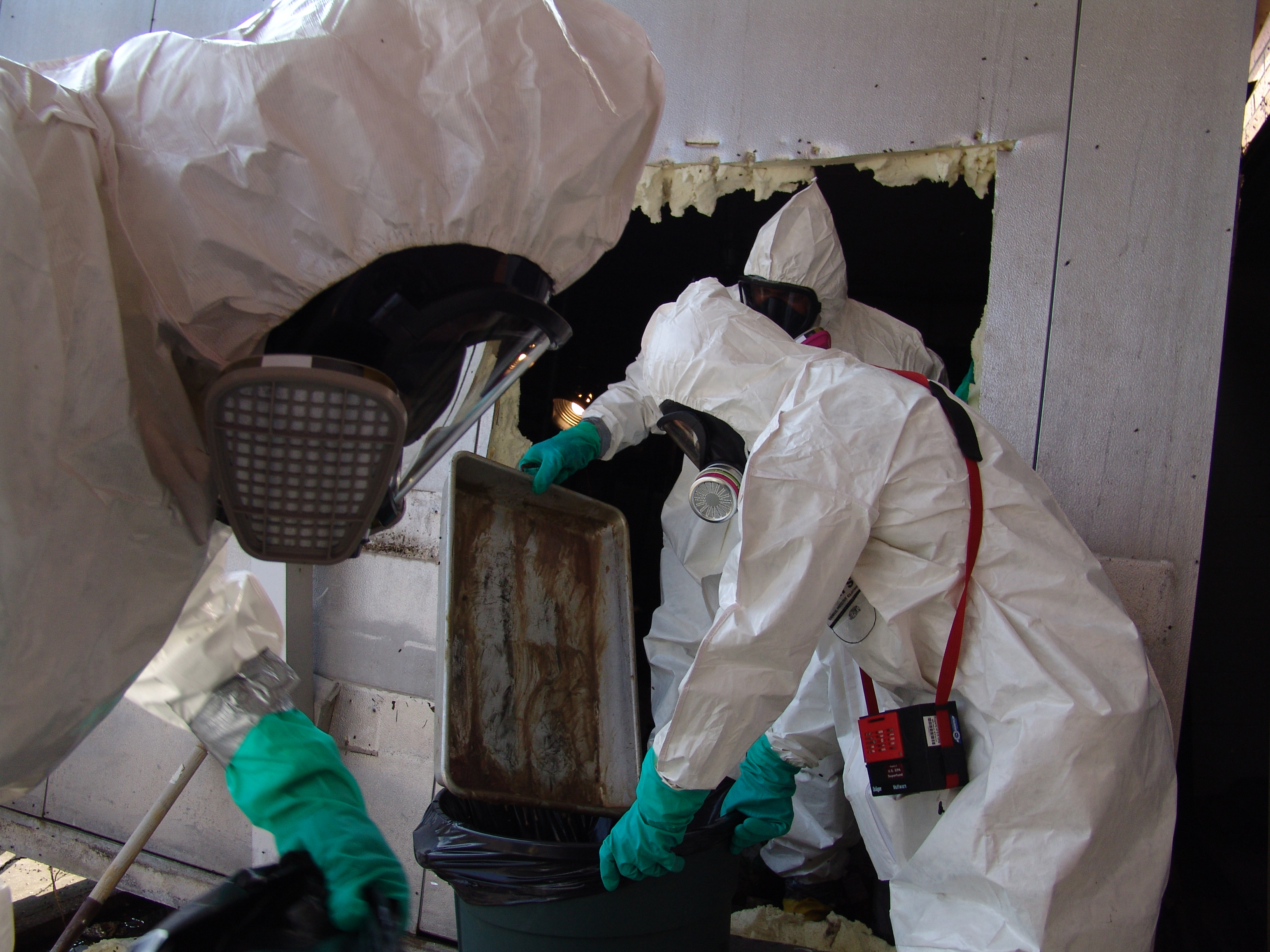
FEMA - 16491

Salud ambiental, según la Organización Mundial de la Salud (OMS), es "aquella disciplina que comprende los aspectos de la salud humana, incluida la calidad de vida y el bienestar social, que son determinados por factores sociales y psico-sociales, ambientales, físicos; químicos y biológicos".

También se refiere a la "teoría y práctica de evaluar, corregir, controlar y prevenir aquellos factores en el medio ambiente que pueden potencialmente afectar adversamente la salud de presentes y futuras generaciones".

En enfoque complementario, la Organización Panamericana de la Salud (OPS), la considera "un conjunto analítico de conocimiento y práctica, con su sistema de recursos humanos, físicos, financieros e institucionales".

### Perspectiva de riesgos y determinantes
Desde la perspectiva de los determinantes socioambientales, la vigilancia sanitaria de riesgos e impactos a partir de la detección y estudio de casos permite establecer el tipo de intervenciones propicias para la promoción comunitaria de Salud Ambiental.

La OMS considera que factores ambientales de riesgo confluyen en más de 100 enfermedades o traumatismos y estima que solo en el 2012 provocaron 12,6 millones de muertes en el mundo los debidos a la contaminación del aire, del agua y el suelo; la exposición a productos químicos; el cambio climático y la radiación ultravioleta. Las cifras estadísticas expresan que el 23% (IC95%: 13-34%) de todas las muertes se deben a factores ambientales modificables. En términos porcentuales de casos de enfermedad, la fracción de la carga mundial de morbilidad debida al ambiente se estima en un 22% (IC95%: 13-32%). En este contexto, los niños son el grupo social más vulnerable a las amenazas ambientales, estimándose que la carga global de enfermedad en menores de 15 años, se encuentra asociada a factores ambientales en el 90% de los casos de las enfermedades diarreicas agudas (EDA), en el 60% de las infecciones respiratorias agudas (IRA), en el 30% de los accidentes y lesiones, y en el 25% de los casos de cáncer.

## Influencia Socioambiental
Otro concepto crucial aborda la influencia socioambiental con énfasis en la salud.

Las condiciones de trabajo, de vivienda, la disponibilidad de agua segura y saneamiento o los estilos de vida más o menos saludables son determinantes sociales de salud o enfermedad que se vinculan con la exposición a factores de riesgo ambientales, tales como la contaminación con agentes químicos, físicos o biológicos. Por ello las políticas públicas en materia de Salud Ambiental deben orientarse a evaluar, corregir, controlar y prevenir esos factores socioambientales que pueden afectar de forma adversa la salud de las generaciones presentes y las futuras, trabajando en las diferentes áreas que la afectan.

Concebir que un medio ambiente, un ámbito laboral y doméstico deteriorados provocan enfermedades supone un nuevo escenario para acometer su estudio y mejoramiento.
 
Según la Organización Mundial de la Salud (OMS), las vacunas y el agua potable son las dos herramientas más importantes para prevenir enfermedades. Un hito en la salud pública mundial fue la erradicación de la viruela en 1980.

En décadas previas, la salud ambiental se relacionaba a condiciones puntuales vinculadas a los efectos de la contaminación (como la nuclear) o a ciertas profesiones peligrosas, y se creía que la ciencia resolvería cualquier problema de esta índole.
Actualmente, el agujero de la capa de ozono, la gestión de residuos, la calidad del agua, y los Riesgo ambiental|riesgos ambientales]] que el ser humano todavía no sabe manejar, sumados a la pobreza y la marginación, brindan un panorama más complejo que afecta la salud pública.

El medio ambiente influye en la regulación de los genes con consecuencias guiadas por una trama de interacciones entre herencia y ambiente. Esto explica que personas genéticamente idénticas, como los gemelos, acaben siendo distintas con el paso del tiempo.

## Concepto de Salud y Medicina Ambiental
Los determinantes de la salud se clasifican en torno a cuatro grandes categorías: medio
ambiente, estilo de vida, biología humana y servicios de atención.
Según el célebre Informe de Marc Lalonde, la salud y/o la enfermedad no están relacionadas meramente con factores biológicos o agentes infecciosos, de hecho desde hace décadas se enfatiza que la mayoría de las enfermedades tienen una base u origen marcadamente socioeconómico-ambiental. Este informe fundante fue aclamado internacionalmente por su enfoque orientado a la promoción de la salud y a la prevención de las enfermedades. 
La salud ambiental estudia factores del ambiente y entorno que afectan a humanos, vegetales y animales. Involucra el proceso mediante el cual se evalúan, corrigen y controlan aquellos factores ambientales que puedan influir negativamente en la salud de las personas.

En México, se estima que los factores ambientales son responsables de entre el 25 y 33% de la carga global de la enfermedad, afectando primordialmente a la población menor de cinco años.
La medicina ambiental (en sus aspectos asistenciales) se centra en los agentes productores de enfermedad introducidos en el medio ambiente por actividades humanas, así como en el conocimiento de dichos agentes tanto con finalidad preventiva como terapéutica.
Si bien estudia y trata a las enfermedades ambientales, se ocupa en gran parte de aspectos de investigación y preventivos. Solo recientemente ha avanzado sobre los aspectos de impacto sobre la salud humana.
La medicina ambiental es una rama de la salud ambiental que establece el efecto sobre la salud humana de los factores físicos, químicos, biológicos, psicosociales, ergonómicos y de seguridad. 
La terapéutica ambiental  es una rama de la medicina ambiental que se ocupa del tratamiento de las enfermedades ambientales. Como tal, ante la multiplicidad de síntomas y signos nosológicos, recurre a todas las formas terapéuticas posibles, desde las convencionales hasta las alternativas y complementarias.
La prevención ambiental en salud apunta a diagnosticar, evaluar y corregir los factores ambientales, en especial aquellos perjudiciales para la salud humana, animal y vegetal.
El estudio de lo que apunta a la Seguridad y Salud Ambiental sirve a la sociedad y a las organizaciones de transformación y de servicios, aplicando conocimientos, destrezas y habilidades con una visión integral y actitud eficiente en la prevención, evaluación y control de los factores del ambiente laboral, de seguridad, salud ambiental y de gestión administrativa, ante las instituciones públicas y privadas. 
Máxime considerando que las instituciones internacionales contemplan que los problemas de salud relacionados con lo medioambiental en contextos laborales, son susceptibles de prevención por definición, dado que sus factores determinantes se encuentran precisamente en las condiciones de trabajo.
En este sentido, en las últimas décadas se han fortalecido las acciones de los actores gubernamentales, empresariales y sindicales orientadas a la promoción y la protección del bienestar de los trabajadores mediante la prevención y el control de los accidentes de trabajo y las enfermedades profesionales, así como la eliminación de los factores y condiciones que ponen en peligro la salud y la seguridad.
En la misma línea, se han fortalecido los programas que tienen como eje la Salud Ocupacional tratada en forma multidisciplinaria para proteger el bienestar de los trabajadores. Esta serie de estrategias procura generar y promover el trabajo seguro y sano, así como buenos ambientes y organizaciones de trabajo, al realzar el bienestar físico, mental y social.

### Factores físicos
- Atmosféricos con los factores importantes en el aire y los cambios climáticos que no solo influyen en el estado de ánimo, sino que se ha comprobado que inciden en la salud y en bienestar. Por ejemplo, las oleadas de calor o las dolencias por cambios meteorológicos súbitos o estacionales originan en personas sensibles enfermedades como alergias, anginas de pecho, crisis epilépticas, catarros respiratorios, dispepsias, reumatismos, suicidios, trombosis venosas, cardiopatías isquémicas, cáncer de pulmón son atribuibles al aumento de la exposición de aire contaminado causando aproximadamente 3,8 millones de defunciones prematuras.
- La fulguración - lesiones por rayos - es causa de lesiones y de muerte.
- Cambios de humedad. En quienes, por ejemplo, trabajan en ambientes muy húmedos se ocasionan problemas cutáneos por maceración y propensión a manifestación de papilomas (verrugas). Hay personas más sensibles que otras a los cambios de humedad atmosférica. Los ambientes excesivamente secos o húmedos de modo permanente son perjudiciales. Por ejemplo, en ambientes desérticos y cálidos una persona expuesta puede padecer deshidratación rápidamente y no acusarla desde cambios de sed.
- Cambios de presión (disbarismo). El disbarismo es frecuente en ciertos oficios, por ejemplo, los buzos de grandes profundidades.
- Características climáticas locales, zonales, regionales y globales. Cambio climático global. Efecto invernadero. Impacto de los cambios meteorológicos y de las transformaciones climáticas en la salud humana.
- Carga física. Las cargas físicas excesivas producen desde lesiones músculo-tendinosos hasta fracturas óseas. Asimismo hay otras lesiones que pueden producirse como sobrecarga cardiovascular con colapso o hernias abdominales agudas.
- Colores. Los colores tienen influencias profundas en, por ejemplo, los afectos y las respuestas fisiológicas emergentes, desde depresión hasta excitación. La contaminación ambiental con excesos incontrolados de estímulos publicitarios pueden producir agotamiento nervioso y otras lesiones.
- Electricidad. Las exposiciones que van desde la electrocución leve hasta las graves con altos voltajes son causas comunes de discapacidad y hasta de defunción. Miles de personas fallecen anualmente en el mundo por electrocución causada por aparatos domésticos o de uso industrial.El que 1.200 millones de personas no tengan acceso a la electricidad (muchas utilizan queroseno para iluminación) genera otros riesgos, desde quemaduras a traumatismos e intoxicaciones por ingestión de combustible, y restringe el desarrollo de actividades que requieren iluminación adecuada (estudio o producciones artesanales y comerciales a pequeña escala).
- Radiaciones electromagnéticas no ionizantes. La OMS comunica[7] recomendaciones precautorias[8]   como las que proponen la IEEE y la Comisión Internacional sobre Protección a las Radiaciones No Ionizantes (ICNIRP) dada la creciente evidencia en cuanto a correlaciones entre la contaminación electromagnética y diversas alteraciones fisiológicas y patológicas.
- Lásers visibles e invisibles, de usos civiles y militares. Hay láseres de ciertas frecuencias, por ejemplo, ultravioleta que se emplean con fines diagnósticos, terapéuticos o militares que influyen positiva o negativamente en la salud.
- Luz visible. La contaminación lumínica (sobre todo en los grandes conglomerados urbanos) conlleva a trastornos neurológicos diversos. La luz solar influye en los ritmos circadianos.
- Magnetismo (variaciones macro [geomagnetismo] y micro)- de empleo común y médico -.
- Material particulado La exposición a material particulado, por ejemplo, el sílice acarrea silicosis pulmonar sobre todo en mineros y oficios relacionados. En las grandes ciudades la exposición a partículas diésel de emisiones vehiculares contribuye a enfisema pulmonar. El material particulado puede ser inhalable o de contacto. En exceso produce trastornos respiratorios, cutáneos, alergias, etc.
- Estructura geológica regional. Por ejemplo: 
  - La presencia de minerales radioactivos en el suelo puedes tener efectos perjudiciales para la salud; por ejemplo la presencia de radón.
  - Una geología por ejemplo, propensa a los deslizamientos y derrumbes de los suelos puede ser causa de importantes accidentes y muertes, sobre todo cuando estas áreas son intervenidas por el hombre, alterando el equilibrio natural establecido a lo largo de mucho tiempo. Se incluyen las áreas sísmicas.
- Radiaciones infrarrojas. Se usan en diversas actividades humanas, por ejemplo, las lámparas infrarrojas de uso en kinesiología pueden acarrear quemaduras severas no debidamente controladas.
- Radiaciones ionizantes Naturales y antropogénicas de uso civil y militar. Se incluyen las radiaciones ionizantes de uso médico, causa frecuente de patologías.
- Radiaciones ultravioleta. Las exposiciones a emisiones ultravioleta, por ejemplo, en discotecas genera en los expuestos daño ocular. Esto sin contar las crecientes exposiciones planetarias por adelgazamiento del escudo de ozono.
- Ruidos audibles y no audibles. Los ruidos figuran entre los contaminantes más comunes sobre todo en las grandes ciudades y las industrias no protegidas. Generan desde disconfort ligero y trastornos del sueño hasta hipoacusias leves y severas, tanto temporarias como permanentes.Actualmente se sabe que aproximadamente el 70 % del ruido presente en las ciudades es responsabilidad del tránsito vehicular. La población en general está expuesta a niveles de ruido que oscilan entre los 35 y 85 dBA. Por debajo de los 45 dBA en un clima de ruido normal, nadie se siente molesto, pero cuando se alcanzan los 85 nadie deja de estarlo: por eso entre 60 y 65 dBA, para ruido diurno, se suele situar el umbral donde comienza la molestia.[9]
- Temperaturas extremas (frío y calor). Las frecuentes variaciones de temperatura, por ejemplo, con exposiciones a muy bajas temperaturas en personal de la industria frigorífica es una concausa del Síndrome de Raynaud.
- Vibraciones perceptibles y no perceptibles. Las vibraciones intensas, por ejemplo, en perforistas de minería o el empleo de taladros en la construcción acarrean daño neurológico y vascular en las extremidades. En las grandes urbes la vibración permanente casi imperceptible puede ocasionar trastornos neuro-psicológicos.
- Vientos y corrientes aéreas. Hay personas más sensibles a las corrientes aéreas tanto en el ambiente laboral como el general, por ejemplo, en la generación de rinitis vasomotoras hasta "congestiones" pulmonares.
- Las variables oceánográficas: las corrientes marinas, la temperatura, la salinidad, la contaminación marina y los afloramientos de aguas, entre otros.

### Factores químicos
Refieren a las características químicas del medio - ya sea gaseoso, líquido (agua) o sólido, a la salinidad, a la acidez (pH) o alcalinidad (pOH) y a los elementos o compuestos químicos naturales o sintéticos, entre ellos los nutrientes. Están entre los más comunes, 
- Los agentes químicos pueden actuar solos o combinados. Sus vías de entrada en el organismo pueden ser: a) digestiva, b) respiratoria, c) cutánea, d) mucosa (conjuntival, vaginal, etc.) o e) percutánea.

- Elementos naturales inorgánicos: metales y no metales como el plomo, cadmio, arsénico y mercurio.
  - El arsénico en particular cabe destacar la contaminación geológica[10] de este metaloide natural abundantemente presente en la corteza de la tierra cuya exposición ocurre a través del consumo de agua y alimentos contaminados (la contaminación ocurre por la liberación a suelos y acuíferos debido a procesos naturales como fenómenos volcánicos y desintegración de rocas). Es uno de los contaminantes inorgánicos más tóxicos,[11] presente fundamentalmente en agua subterránea, y detectado en una amplia escala de concentraciones en todo el mundo. Las actividades humanas como la minería, los procesos industriales, la fundición de metales, la producción de pesticidas y de preservantes de madera aportan una contaminación adicional en suelos y acuíferos.
  - El plomo existe de forma natural en la corteza terrestre, de donde es extraído y procesado para usos diversos. Cuando el plomo es ingerido, inhalado o absorbido puede resultar altamente tóxico para los seres vivos. El plomo puede ingresar al organismo a través de tres principales vías de entrada siendo la más importante para el plomo la gastrointestinal. La absorción por esta vía no solo depende de la biodisponibilidad del compuesto, sino de otros factores como el vaciado gástrico, la motilidad gastrointestinal, el pH gástrico, la interacción del compuesto con otros componentes del tracto gastrointestinal, factores dietéticos y, en general, el ambiente químico del lumen gastrointestinal. Por vía inhalatoria, el plomo se deposita en el tracto respiratorio, la tasa de depósito depende del tamaño de la partícula, la solubilidad del compuesto, la tasa de ventilación y la presencia de alguna patología, y oscila entre 30 y 50% de total de plomo inhalado.
  - El mercurio es un metal que se encuentra en la naturaleza y es el único que es líquido a temperatura ambiente. El mercurio metálico es la forma pura de mercurio. Se caracteriza por ser un líquido brillante, de color plata-blanco, inodoro, mucho más pesado que el agua. Las sales de mercurio producen lesiones en la piel y en las mucosas. El metilmercurio, una de las formas más tóxicas conocidas, se disuelve fácilmente en grasa y pasa la barrera hemato-encefálica y la placenta. Tiene potencial mutágeno y teratógeno, por lo que ha sido incluido en la lista de sustancias que afectan el embarazo.

- Sustancias naturales orgánicas
- Sustancias sintéticas inorgánicas
- Sustancias sintéticas orgánicas (ejemplo: plaguicidas agrícolas)
- Fármacos. Restos de fármacos, plaguicidas y otras sustancias contaminantes se están encontrando en aguas residuales, ríos y otras corrientes superficiales. Son los llamados contaminantes emergentes.
El uso generalizado de productos farmacéuticos (tanto recetados como de venta libre) ha dado lugar a una descarga continua de esos productos y sus metabolitos en las aguas residuales. Además, los productos farmacéuticos llegan a las fuentes de agua a través de los efluentes de instalaciones de fabricación o producción insuficientemente controladas, principalmente las relacionadas con los medicamentos genéricos,  compuestos que se vierten en el agua y que no están regulados.[12]
Diversos estudios, como el realizado por la Universidad de York en más de 700 ríos de todo el mundo, alertan sobre la presencia de fármacos en altas concentraciones. Concentraciones muy altas de antibióticos fluyen en las aguas de más de la mitad de los ríos del mundo.
Bangladés, Kenia, Nigeria, Pakistán y Ghana son los países en los que los niveles de antibióticos en los ríos superan con mayor frecuencia los niveles máximos de seguridad, pero también se han encontrado resultados preocupantes en América y Europa: el Danubio, en particular, era el río más contaminado del Viejo Continente. Aproximadamente el 8% de los cauces analizados en Europa estaban por encima de los límites de seguridad.[13]
Están en curso investigaciones que evalúan el impacto ambiental de la contaminación por antibióticos en peces, invertebrados y algas.
Las altas concentraciones de antibióticos en los cursos de agua podrían aumentar la resistencia de bacterias y virus a los medicamentos: según un estudio reciente de las Naciones Unidas, las bacterias resistentes a los antibióticos podrían causar hasta 10 millones de muertes en todo el mundo para 2050[14].
La solución de este problema será un reto importante y requerirá inversiones en infraestructura para el tratamiento de residuos y aguas residuales, una regulación más estricta y la limpieza de los lugares ya contaminados.

### Factores biológicos
- Bacterias y sus toxinas (exo y edotoxinas)
- Virus- virus ARN y virus ADN -
- Otros microorganismos (micoplasmas, ricketsias, etc.)
- Parásitos uni y pluricelulares y sus toxinas
- Hongos y sus toxinas (micotoxinas). Las micotoxinas son frecuentes en alimentos que han estado en estado de almacenamiento deficientes (aflatoxinas, cerealenonas, etc.)
- Toxinas biológicas en general
- Alérgenos en general de origen biológico incluyendo los haptenos.
- Mermas en la vacunación.
En 2019, la Organización Mundial de la Salud catalogó a los movimientos antivacunas como una de las principales amenazas a la salud mundial.[15]
Los pruritos respecto de conservantes y efectos han sido despejados con contundencia por organismos internacionales[16].
En Argentina, el reciente estado de alerta respecto de rebrotes de sarampión[17] indica la tóxica influencia de semejantes campañas.
- Vegetales en que perduran residuos de plaguicidas.
- Organismos superiores, por ejemplo, ingestión de vertebrados con sus toxinas como pescados en descomposición (histamina, escombrotoxinas y otros), mordeduras[18] de mamíferos, etc.

### Factores sociales
Nuestra relación con el entorno psico-sociocultural es un continuo "feed back", nos retroalimentamos mutuamente de modo positivo o negativo.

El entorno, el medio ambiente, nos otorgan lo necesario para vivir, sin embargo, el ser humano cada vez más frecuentemente está haciendo mal uso de sus disponibilidades. Continuamente u durante cientos de años, estamos dañando el medio ambiente con nuestras actividades humanas y ello tiene su némesis.
Aunque es cierto que la naturaleza se comporta a veces de manera extraña, la mano del hombre tiene mucho que ver. Y ese comportamiento de la naturaleza (incluyendo la social)y del entorno, afectan a nuestra salud.

Un abordaje multidimensional no exhaustivo permiten señalar entre los múltiples factores de incidencia, algunos como:

- Educación e instrucción general. La educación puede determinar la adopción o la ignorancia con respecto a factores ambientales favorables o perjudiciales.
- Relaciones laborales y extralaborales (seguridad social). Los individuos desempleados poseen una mayor tendencia a padecer de ciertas enfermedades.
- Costumbres y hábitos particulares. Por ejemplo, los de ciertos grupos pueden ser más saludables que el resto de una comunidad las reglas dietético-religiosas judías de cashrut o kosher o las de grupos naturistas, macrobióticos o vegetarianos.
- Relaciones de grupo (intra y extragrupales).
- Modas, costumbres, hábitos, etc. La publicidad y la propaganda tendenciosas y/o engañosas pueden inducir al consumo de productos perjudiciales para la salud como los ultraprocesados vinculados al rápido aumento de la prevalencia del sobrepeso y la obesidad, la diabetes y otras enfermedades no transmisibles.
Redundan en amenazas no solo a la salud y el bienestar dado que los productos ultraprocesados suelen contener pocos o ningún alimento entero.[19]
Son formulaciones industriales principalmente a base de sustancias extraídas o derivadas de alimentos, además de aditivos.
Se incluyen entre ellos las bebidas gaseosas y otros jugos y bebidas azucarados, los snacks dulces y salados, los caramelos (dulces), los panes industriales, las tortas y galletas (bizcochos), los cereales endulzados para el desayuno, los productos cárnicos reconstituidos y los platos previamente preparados.
 Además de azúcares y edulcorantes sintéticos, aceites, grasas y sal, los productos ultraprocesados incluyen sustancias también derivadas de alimentos, pero no usadas en la comida casera, como los aceites hidrogenados, los almidones modificados o los aislados de proteína, y aditivos como los potenciadores del color, el sabor y el aroma. Los aditivos se emplean para imitar y aumentar las cualidades sensoriales de los alimentos naturales o para ocultar las cualidades no atractivas del producto final.
- Modelos macro y microeconómicos como los que pueden incidir, por ejemplo, en (salarios) insuficientes impactantes, a su vez, en prácticas nutritivas incompletas y/o desbalanceadas.
- Políticas educativas, sociales y económicas. Un marco educativo que no enseña a conocer y a manejar las variables ambientales tiende a generar enfermedades prevenibles.
- Condiciones laborales beneficiosas o dañosas para el medio y/o la salud de los trabajadores, cuyos términos suelen establecerse en los contratos de trabajo promovidos por las organizaciones sindicales.
- Valores morales, éticos y bioéticos. Generan conductas saludables o patogénicas tanto social como ocupacionalmente.
- Migraciones voluntarias y forzadas (guerras, pestes, las que siguen a terremotos, tsunamis, etc). Las poblaciones migrantes tienen en general peor nivel de salud que las residentes estables.
Los migrantes recientes por causas económicas viven por lo general en sitios con mala salubridad y aceptan condiciones laborales deficientes.
- Condiciones de seguridad general que van desde la inseguridad jurídica hasta el temor generalizado de ser víctima de un delito o crimen, pueden generar estados que van desde la angustia hasta los ataques de pánico. La inseguridad social genera estados de inmunodepresión crónica que favorece estados patológicos.
- Marcos de seguridad, justicia y legislación. Un marco general de inseguridad (tras padecer violencias, que la legislación sea débil y la justicia no se aplique correctamente) puede acarrear patologías diversas.
- Medios de comunicación - televisión, radios AM y FM, medios impresos, etc. - (suelen ser en este momento los agentes ambientales psico-socioculturales más influyentes, por ejemplo, para estimular el consumo de productos ambiental y humanamente tóxicos. Las campañas publicitarias corporativas de alimentos ultraprocesados y bebidas promueven habitualmente el consumo de los de peor calidad pero más "rentables".

Es cierto que la población cada vez está más concienciada y más comprometida con el medio ambiente, después de presenciar desastres ecológicos como los vividos en los últimos años como derrames de petróleo, incendios forestales o escapes nucleares entre otros. Las campañas de sensibilización han aumentado y cada vez son mayores las medidas que se están tomando hacia un futuro no muy favorable para nuestras futuras generaciones de no mediar un esfuerzo mayor hacia un ambiente sano.

### Factores ergonómicos y de seguridad
Los factores o variables ergonómicos están relacionados con la adaptación del individuo a la tarea y/o a su adecuación al instrumento, por ejemplo, máquina o asiento donde la desempeña. 

Los espacios donde se desarrollan las tareas también están relacionados en especial si son excesivamente pequeños o demasiado amplios.

La seguridad general de las tareas dentro del trabajo se encuentra asimismo codificada en varias instituciones.

### Factores mixtos
Raramente los factores descriptos arriba se presentan en forma aislada. Por ejemplo una erupción volcánica provoca: vibraciones; emisiones de material particulado; emisiones de gases, todos estos factores originados de un único fenómeno natural son perjudiciales para la salud humana, afectando también a los animales, y a los vegetales presentes en las zonas afectadas, lo que puede ocasionar inseguridad alimentaria, problemas de inseguridad general, desempleo, entre otros.
En los ambientes urbanos se verifica la acción de los factores mixtos con mayor claridad. La acción combinada de la mayoría de los agentes en la causa de enfermedades ambientales se observa por ejemplo, en el síndrome de sensibilidades químicas múltiples (en inglés, Multiple Chemical Sensitivity). En la SSQM -referida como "una epidemia moderna" desde ciertos sectores y como manifestación de depresión y ansiedad desde otros- podrían ponerse de manifiesto estas interacciones perjudiciales. 
Más allá de la sensibilidad química múltiple (SSQM) y acaso en relación con la SSQM, cabe mencionar a la intoxicación por fármacos, su abuso y la polifarmacia o administración simultánea de remedios y medicamentos con acciones contradictorias y paradojales (aquí intervienen no solo su acción sino sus incompatibilidades y las de vehículos, mejoradores, conservantes, etc.).
La dependencia creciente de medicamentos en las sociedades "avanzadas" redunda en nuevos factores ambientales de morbilidad y mortalidad como la fármacorresistencia.

### Alcance de la medicina ambiental
Si bien la medicina ambiental a la hora de establecer diagnósticos y causas posibles de patologías es bastante eficaz, cuando se trata de otorgar tratamiento es más limitada. Por ejemplo, en comunidades afectadas masivamente por combinaciones ("mixturas") de factores (químicos, físicos, sociales) la solución al impacto diverso de los mismos en la salud individual y colectiva ("epidemias" de cáncer, malformaciones congénitas) suele ser parcial, ineficaz e ineficiente. Aun así se trata de una rama de extraordinaria importancia que nos proporciona seguridad ante los peligros y riesgos ambientales.
La toxicología es una de las disciplinas integrantes de la medicina ambiental más útil al momento de diagnosticar, tratar y emitir pronósticos de enfermedades ambientales.
La clínica ambiental está poco desarrollada en general. Se han establecido algunas historias clínicas ambientales pero no han entrado masivamente en la práctica médica. Por este motivo la mayoría de la enfermedades ambientales transcurren no diagnosticadas y por lo tanto no tratadas.
La terapéutica ambiental es muy amplia y va desde la remediación o exclusión de un factor o lugar contaminante hasta el tratamiento clínico y farmacoterapéutico en sí de la afección. Para eso se recurre tanto a la medicina convencional como a disciplinas como la homeopatía, la psicoterapia o las llamadas medicinas alternativas y complementarias.

### El modelo de fuerzas motrices
El modelo de fuerzas motrices -MFM- consiste en un instrumento metodológico mediante el cual se pretende establecer un vínculo causa-efecto entre la salud y el ambiente. Se enfoca, en particular, en el establecimiento de acciones que permitan intervenir sobre las condiciones estructurales que determina el estado o la calidad del ambiente, el cual a su vez afecta la salud humana.